# Mây ti tầng
Mây ti tầng (tiếng La tinh: Cirrostratus, ký hiệu Cs) là một loại mây mỏng, nói chung đồng nhất, hợp thành từ các tinh thể nước đá, có khả năng tạo ra hào quang. Khi nó có độ dày đủ lớn để có thể nhìn thấy thì nó có màu ánh trắng, thường không có các đặc trưng để phân biệt. Khi che phủ toàn bộ bầu trời và đôi khi là quá mỏng để có thể nhận thấy được, nó có thể chỉ ra sự hiện diện của một lượng lớn hơi ẩm trong tầng trên của khí quyển.
Mây ti tầng đôi khi là dấu hiệu của sự khởi đầu frông nóng và vì thế có thể là dấu hiệu cho sự giáng thủy có thể diễn ra trong vòng 12-24 giờ sau. Mây ti tầng nằm ở cao độ trên 6.000 m (20.000 ft). So sánh mây ti tầng với các kiểu hình thành dạng mây tầng khác ở các cao độ nhỏ hơn: mây trung tầng (Altostratus), mây vũ tầng (Nimbostratus) và mây tầng (Stratus).

## Vị trí tương đối so với các loại mây khác

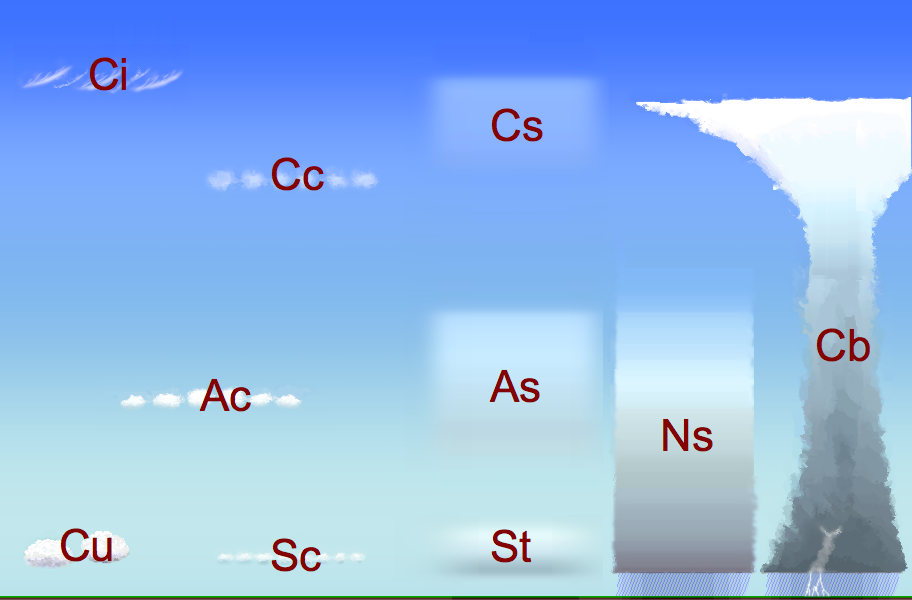
Biểu đồ giản lược chỉ ra cao độ của mây ti tầng (Cs)